# Гермаківка (зупинний пункт)
Гермакі́вка — пасажирський залізничний зупинний пункт Тернопільської дирекції Львівської залізниці на  неелектрифікованій одноколійній лінії Вигнанка — Іване-Пусте між станціями Борщів (18 км) та Іване-Пусте (6 км). Розташований в однойменному селі Чортківського району Тернопільської області.

## Історія
З 1898 року та до Другої світової війни перебував у статусі залізничної станції.

## Пасажирське сполучення
З 13 травня 2019 року дві пари приміського дизель-поїзда № 6273/6276 (денний рейс), № 6279/6272 (нічний рейс) сполученням Тернопіль — Іване-Пусте були скасовані.